# Zalozje
Zalozje är ett samhälle i Bosnien och Hercegovina.   Det ligger i entiteten Federationen Bosnien och Hercegovina, i den centrala delen av landet, 21 km norr om huvudstaden Sarajevo. Zalozje ligger 538 meter över havet och antalet invånare är 601.
Terrängen runt Zalozje är kuperad. Runt Zalozje är det ganska tätbefolkat, med 93 invånare per kvadratkilometer.. Närmaste större samhälle är Visoko, 6,6 km sydväst om Zalozje. 
Omgivningarna runt Zalozje är en mosaik av jordbruksmark och naturlig växtlighet.